# Бондарь, Ксения Игоревна
Ксения Игоревна Бондарь (до 2011 — Наумова; р. 1 февраля 1990, Ижевск) — российская волейболистка, нападающая-доигровщица, мастер спорта международного класса.

## Биография
Ксения Наумова родилась в Ижевске в семье волейболиста сборной СССР Игоря Наумова. Волейболом начала заниматься в родном городе у тренера Г. В. Удаловой. С 1997 по 2003 годы жила с семьёй в Турции, за клубы которой выступал её отец. После возвращения в Россию продолжила занятия волейболом в знаменитой московской СДЮСШОР № 65. В 2004—2008 играла за дубль команды «Заречье-Одинцово» в чемпионатах России, а в сезоне 2006/2007 провела один матч в суперлиге за основной состав. С 2008 уже постоянно выступала за основу «Заречья-Одинцово» и в сезоне 2008/2009 стала бронзовым призёром Кубка России и серебряным — чемпионата страны. С 2009—2010 выступала за казанское «Динамо», на один сезон возвращалась в Одинцово, а с 2011 играла за «Тюмень-ТюмГУ» (2011—2013) и новоуренгойский «Факел» (2013—2014). После двухгодичного перерыва в выступлениях в 2016 заключила контракт с новичком суперлиги южносахалинским «Сахалином». В 2017—2018 играла за красноярский «Енисей», а в 2018 перешла в санкт-петербургскую «Ленинградку». В 2019 вернулась в «Сахалин».
В 2007—2008 Ксения Наумова играла за юниорскую и молодёжную сборные России, в составе которых выигрывала медали мирового и европейского первенств.
В 2009 году главный тренер Владимир Кузюткин сборной России привлёк 19-летнюю волейболистку к выступлениям за национальную команду. В июне Наумова стала победителем Кубка Бориса Ельцина, а в августе в японской Осаке дебютировала уже в официальных соревнованиях, приняв участие в розыгрыше Гран-при. 7 августа Наумова вышла на замену в матче сборной России против Южной Кореи и сумела за игру набрать 22 очка. Всего же в том розыгрыше волейболистка провела 6 игр, из которых в трёх выходила в стартовом составе.
В 2010, 2011 и 2013 Наумова (с 2011 — Бондарь) также привлекалась к выступлениям за национальную команду, дважды за это время став победителем розыгрышей Кубка Бориса Ельцина. В 2011 приняла участие в чемпионате Европы, где провела за сборную России 1 матч.
В 2011 и 2013 Ксения Бондарь входила в состав студенческой сборной России на Всемирных Универсиадах, 2011 выиграв «бронзу», а в 2013 — «золото» волейбольных турниров университетских игр.

### Клубная карьера
- 2004—2009 —  «Заречье-Одинцово» (Московская область);
- 2009—2010 —  «Динамо-Казань» (Казань);
- 2010—2011 —  «Заречье-Одинцово» (Московская область);
- 2011—2013 —  «Тюмень-ТюмГУ» (Тюмень);
- 2013—2014 —  «Факел» (Новый Уренгой);
- 2016—2017 —  «Сахалин» (Южно-Сахалинск);
- 2017—2018 —  «Енисей» (Красноярск);
- 2018—2019 —  «Ленинградка» (Санкт-Петербург);
- 2019—2020 —  «Сахалин» (Южно-Сахалинск);
- 2020 —  «Минчанка» (Минск).

## Достижения

### С клубами
- серебряный призёр чемпионата России 2009;
- серебряный (2017) и двукратный бронзовый (2008, 2010) призёр розыгрышей Кубка России.

### Со сборными
- серебряный призёр Мирового Гран-при 2009.
- участница чемпионата Европы 2011.
- трёхкратный победитель Кубка Ельцина — 2009, 2010, 2013;
  - бронзовый призёр Кубка Ельцина 2011.
- серебряный призёр Монтрё Волей Мастерс 2013.
- чемпионка (2013) и бронзовый призёр (2011) Всемирных Универсиад в составе студенческой сборной России;
- серебряный призёр чемпионата Европы 2008 в составе молодёжной сборной России.
- бронзовый призёр чемпионата мира среди девушек 2007 в составе юниорской сборной России;
  - участница чемпионата Европы среди девушек 2007 в составе юниорской сборной России.

## Семья
В 2011 Ксения Наумова вышла замуж за бывшего волейболиста команды «Искра»-2 (Одинцово) Александра Бондаря. В 2015 родила дочь.

## Награды и звания
- Почётная грамота Президента Российской Федерации (19 июля 2013 года) — за высокие спортивные достижения на XXVII Всемирной летней универсиаде 2013 года в городе Казани[2]
- Мастер спорта России международного класса[3].